# Kerstin Hallert
Kerstin M. Hallert, född 19 januari 1938 i Stockholm, är en svensk journalist och TV-kritiker.
Kerstin Hallert är dotter till professor Bertil Hallert och Karin Hallert, född Hjertstedt. Hon avlade filosofie kandidatexamen i Uppsala 1964, arbetade som utrikespolitisk ledarskribent vid Upsala Nya Tidning 1967-1970 och studerade i USA 1970-1971.
Hallert var reporter på Svenska Dagbladet från 1970 till januari 1998, dels som anställd och dels som frilans, och var framför allt verksam som TV-kritiker. Hallert menade att hon blev uppsagd på grund av påtryckningar från Svenska Dagbladets huvudägare Peter Wallenberg, som hon uttryckt sig kritiskt om i en krönika, medan chefredaktören Mats Svegfors hävdade att uppsägningen berodde på bristande journalistisk kvalitet i Hallerts krönikor.
2003 vann Hallert i en tvist mot Svenska Dagbladet som gällde ersättning för återpublicering av texter på tidningens nätversion, som drivits sedan 1998 av upphovsrättsorganisationen Alis för hennes och Lennart Hellsings räkning.
Hallert var därefter verksam som TV-kritiker vid Aftonbladet. I augusti 2006 väckte hon uppmärksamhet genom 23 augusti 2006 kritisera Sveriges Televisions direktsända utfrågning inför valet 2006 innan programmet hade sänts. Under rubriken "Fesljumma valutfrågare" kritiserades utfrågorna Marianne Rundström och Mats Knutson för "fesljumma frågor". Dagen efter Hallerts krönika publicerade Aftonbladet en ursäkt och Hallert fick lämna tidningen med omedelbar verkan. Hallert själv hävdade att det hela rörde sig om ett missförstånd och ett skrivfel där hon avsett att i förväg kritisera "fesljumma frågeställare" snarare än deras ännu ej ställda frågor.
2008 återkom hon som TV-krönikör i Sveriges Radio, i P4-programmet Premiär.
Hallert är sedan många år bosatt i Paris.